# Хайдарабад (город, Индия)
Хайдараба́д, также Хайдераба́д (телугу హైదరాబాదు [ˈɦaɪ̯daraːbaːd]; урду حیدر آباد‎ [ˈɦɛːdəɾaːbaːd]) — город в Южной Индии, административный центр штата Телангана. Расположен на реке Муси. Численность населения — 6,8 млн чел. (2011; в агломерации — около 7,5 млн чел.), плотность населения — 16 990 чел./км², площадь — 650 км².

## История
Город основан на рубеже XVI—XVII веков как столица Голконды. В
1724—1956 годов Хайдарабад — столица Хайдарабадского княжества и резиденция низамов, с 1956 года — столица штата Андхра-Прадеш. Город построен могольскими правителями: от них осталось множество красивых дворцов, мечетей, гробниц, жилых домов. Хайдарабад сравнительно молодой город по сравнению с другими городами Индии. Основанный 400 лет назад пятым мусульманским султаном династии Кутб Шахов Мухаммедом Кули, город носит имя праведного халифа Али ибн Абу Талиба, известного также под прозвищем Хайдар (лев). Хайдарабад иногда называют «Жемчужный город», поскольку уже много лет он остается местом, где можно купить жемчуг разных видов.
В Стамбуле 14 января 2023 года в возрасте 89 лет скончался Наваб Мукаррам Джах Бахадур, 8-й низам Хайдарабада и некогда богатейший человек Индии.
Он стал титулярным низамом Хайдарабада после смерти деда, Асаф Джаха VII Асаф Джаха VII в 1967 году. Его матерью была Дурру Шевар, дочь последнего халифа из дома Османов, Абдуль-Меджида II. С его смертью хайдарабадский низамат заканчивается даже в титулярном виде.
Похоронили его в Хайдарабаде, где он до сих пор владел несколькими дворцами.

## Демография
Население Большой муниципальной корпорации Хайдарабад площадью 650 км² составляет 6 809 970 человек, что делает её четвёртой крупнейшей в Индии. Население всей городской агломерации — 7 749 334 человек. Население города по данным переписи 2001 года составляло 3 637 483 человека. Гендерный состав города по данным на 2011 год: 945 женщин на 1000 мужчин. Довольно значительная часть населения проживает в трущобах.
Уровень грамотности населения составляет 82,96 % (85,96 % мужчин и 74,04 % женщин). Среди обитателей трущоб уровень грамотности, вероятно, значительно ниже. Плотность населения Большого Хайдарабада составляет около 21 048 чел/км². Религиозный состав города: 64,93 % — индуисты, 30,13 % — мусульмане, 2,8 % — христиане, 0,3 % — буддисты, 0,3 % — джайнисты. Наиболее распространённые языки — телугу, урду и английский. Часть населения говорят также на хинди, бенгали, тамильском, маратхи и других языках.

## Климат
Климат города характеризуется как тропический климат саванн. Большая часть осадков выпадает в сезон дождей — с июня по сентябрь. Максимальная температура в Хайдарабаде была зафиксирована 2 июня 1966 года и составила 45,5°С. Минимальная температура 8°С была отмечена 8 января 1946 года. Самый высокий уровень осадков, выпавший за 24 часа, был отмечен 24 августа 2000 года и составил 241,5 мм.
| Показатель                                             | Янв. | Фев. | Март | Апр. | Май  | Июнь | Июль | Авг. | Сен. | Окт. | Нояб. | Дек. | Год  |
| ------------------------------------------------------ | ---- | ---- | ---- | ---- | ---- | ---- | ---- | ---- | ---- | ---- | ----- | ---- | ---- |
| Абсолютный максимум, °C                                | 33,4 | 36,8 | 39,9 | 43,1 | 46,0 | 42,7 | 36,0 | 34,7 | 35,3 | 36,1 | 33,8  | 32,7 | 43,7 |
| Средний суточный максимум, °C                          | 28,6 | 31,8 | 35,2 | 37,6 | 38,8 | 34,4 | 30,5 | 29,6 | 30,1 | 30,4 | 28,8  | 27,8 | 32,0 |
| Средняя температура, °C                                | 22,2 | 25,1 | 28,4 | 31,5 | 33,0 | 29,3 | 27,0 | 26,2 | 26,6 | 25,7 | 23,2  | 21,6 | 26,6 |
| Средний суточный минимум, °C                           | 14,7 | 17,0 | 20,3 | 24,1 | 26,0 | 23,9 | 22,5 | 22,0 | 21,7 | 20,0 | 16,4  | 14,1 | 20,2 |
| Абсолютный минимум, °C                                 | 8,8  | 11,3 | 14,6 | 17,2 | 17,8 | 18,6 | 19,2 | 20,0 | 19,1 | 13,3 | 10,6  | 8,5  | 8,5  |
| Норма осадков, мм                                      | 3    | 5    | 12   | 21   | 37   | 96   | 163  | 171  | 181  | 90   | 16    | 6    | 804  |
| Источник: Indian Meteorological Department (1951–1980) |      |      |      |      |      |      |      |      |      |      |       |      |      |

## Экономика
Хайдарабад — один из важнейших центров индийской промышленности и торговли. Развиты лёгкая (текстильная и кожевенная), пищевая, стекольная, бумажная, табачная и фармацевтическая промышленность, машиностроение (главным образом, железнодорожное, а также станкостроение и производство тяжёлого электрооборудования). Распространены ремёсла, кустарные промыслы (изготовление художественных изделий, предметов обихода). Хайдарабад является центром компьютерной индустрии и он соперничает с Бангалором за звание столицы высоких технологий. Хайдарабад также является одним из центров научно-исследовательских и конструкторских организаций оборонно-промышленного комплекса Индии.
В городе базируются компании National Mineral Development Corporation, State Bank of Hyderabad и LifeSpring Hospitals.

## Транспорт
Хайдарабадский международный аэропорт им. Раджива Ганди находится примерно в 22 км от центра города, в пригороде Шамшабад. Это шестой самый загруженный аэропорт страны с самой длинной в Индии взлётно-посадочной полосой. Кроме того, хайдарабадский аэропорт был признан компанией Skytrax пятым лучшим в мире по качеству обслуживания после сеульского, сингапурского, гонконгского и пекинского. Выполняются рейсы в такие города как: Бангалор, Ченнаи, Дели, Ахмадабад, Мумбаи, Пуна, Дубай, Абу-Даби, Калькутта, Джайпур, Лакхнау, Коччи, Маскат, Сингапур, Варанаси, Бангкок и др. Аэропорт соединён с городом тремя главными транспортными артериями.
Город был впервые соединён с сетью железных дорог в 1870 году. Крупнейшая станция Хайдарабада называется Секундарабад, здесь находится штаб-квартира юго-центральной зоны Индийских железных дорог. Другие крупные станции в пределах города — Хайдарабад-Декан, Качигуда и Бегумпет.
Первая фаза Хайдарабадского метрополитена открыта в 2017 году.
Через Хайдарабад проходят национальные автодороги NH-7, NH-9 и NH-202. Основным общественным транспортом являются автобусы, соединяющие отдельные части Хайдарабада.

## Культура

### Достопримечательности

#### Киноиндустрия
Хайдарабад является столицей одной из трёх крупнейших киноиндустрий Индии — Толливуда (кинематографа на языке телугу). В нескольких километрах от города находится крупнейшая киностудия Рамоджи, занесённая в Книгу рекордов Гиннесса как самая большая киностудия в мире. Ежегодно Рамоджи посещает более 1,5 млн туристов.
В Хайдарабаде также расположен кинотеатр с самым большим в мире IMAX 3D экраном.

#### Архитектура
Город примечателен большой мечетью Мекка-Масджид (XVIII век), построенной по образцу знаменитой мечети в Мекке; триумфальными воротами Чарминар («четыре минарета»), которые иногда называют Триумфальной аркой Востока; университетскими зданиями (1918—1960-е годы), среди которых здание крупнейшего Османского университета (1918) и здание Колледжа гуманитарных наук, построенное в индо-сарацинском стиле; театром (построен в 1962); дворцами Чаумахалла и Фалакнума (телугу Пхалакунума). В черте города Хайдарабада — крепость Голконда (XVII—XVIII века) с несколькими мавзолеями. Форт Голконда, расположенный на высоком холме, известен уникальной системой подачи воды и световым шоу, которое проводится ежедневно по вечерам (с комментариями на английском языке). Недалеко от Форта расположены гробницы султанов династии Кутбшахов (Кутубшахов), которые правили Голкондой на протяжении почти 170 лет. Это сложный комплекс зданий с большими круглыми куполами и утончённой архитектурой. По иронии судьбы, самая скромная из гробниц принадлежит основателю династии Султану Кутуб-уль-Мульку, который сам спроектировал и построил её себе при жизни. Уникальность комплекса состоит в сочетании индийского, персидского и патанских форм индо-персидского архитектурных стилей.
Среди основных достопримечательностей Хайдарабада также значатся:
- Здание Законодательной Ассамблеи — одно из самых величественных и впечатляющих зданий города, представляющее собой сплав двух архитектурных стилей: персидского и раджастхани[22].
- Научный центр Бирла — одно из самых престижных учреждений в Индии, включающее в себя планетарий Бирла, научный музей и динозавриум[23].
- HITEC City — месторасположение многочисленных высокотехнологичных IT и ITES компаний[24]. Хайдарабад соперничает с Бангалором за право называться индийской силиконовой долиной[15].
- Церковь святого Георгия — старейший христианский храм в городе.
- Бирла Мандир — индуистский храм, посвященный богу Венкатешваре и построенный в 1976 году. Одно из наиболее посещаемых мест в городе, каждый день там бывает 8-10 тысяч человек.

#### Парки и музеи
Ряд музеев, в том числе:
- Салар Джанг. Основная часть коллекций музея собрана меценатом Мир Юсуфом Али Ханом, более известным под именем Салар Джанг III. В 1968 году музей был объявлен «учреждением национального значения»[25]. Неотъемлемой частью музея является большая библиотека, в которой собраны 8 тысяч манускриптов и 60 тысяч печатных книг на урду, арабском, персидском, санскрите, телугу, хинди, английском и др. языках по самым разным темам[26]. Собрание музея включает в себя коллекции южноиндийской бронзы, индийской скульптуры и текстиля, индийской миниатюры, изделий из слоновой кости, коллекции оружия; галереи египетского, сирийского, китайского и японского искусства, европейские коллекции живописи, стекла и мебели; музей также славится богатым собранием персидских ковров, где представлены почти все знаменитые узоры Ирана[27].
- Археологический музей (здание построено в индо-сарацинском стиле). В музее представлены коллекции скульптур буддийского периода, скульптур периода династий Чалукья и Виджаяна́гара, а также египетские мумии, подаренные седьмому низаму Хайдарабада Мир Асман Али Хану[28].

В городе огромное количество парков:
- Зоопарк (Зоопарк имени Неру), самый большой в Индии и один из самых больших в Южной Азии[15].
- Национальный парк Махавир Харина Ванастхали, в 15 км от Хайдарабада. Заповедник расположился на 3,5 тыс. акров, здесь спокойно гуляют тысячи чёрных, пятнистых оленей и антилоп.
- Ботанический сад, где собрано более 600 видов как лекарственных, так и декоративных растений, ценных древесных пород и фруктовых деревьев[29].

### Образование
11 университетов: 3 центральных университета, 2 университета класса «Deemed University» (так в Индии называют университет, не имеющий при себе колледжей и прочих филиальных учебных заведений, и наделённый полномочиями присуждать собственные образовательные степени своим выпускникам) и 6 университетов штата.
Флагманом является Османский университет, который входит в число семи старейших высших учебных заведений в стране и включает в себя 10 факультетов, 52 кафедры и 500 колледжей и кампусов; доступны все уровни и степени образования: от диплома специалиста до постдокторантуры. Университет английского и иностранных языков — единственный университет, посвящённый изучению языков в Южной Азии.
26 крупных институтов.